# Onze-Lieve-Vrouw-van-de-berg-Karmelkerk (Turnhout)

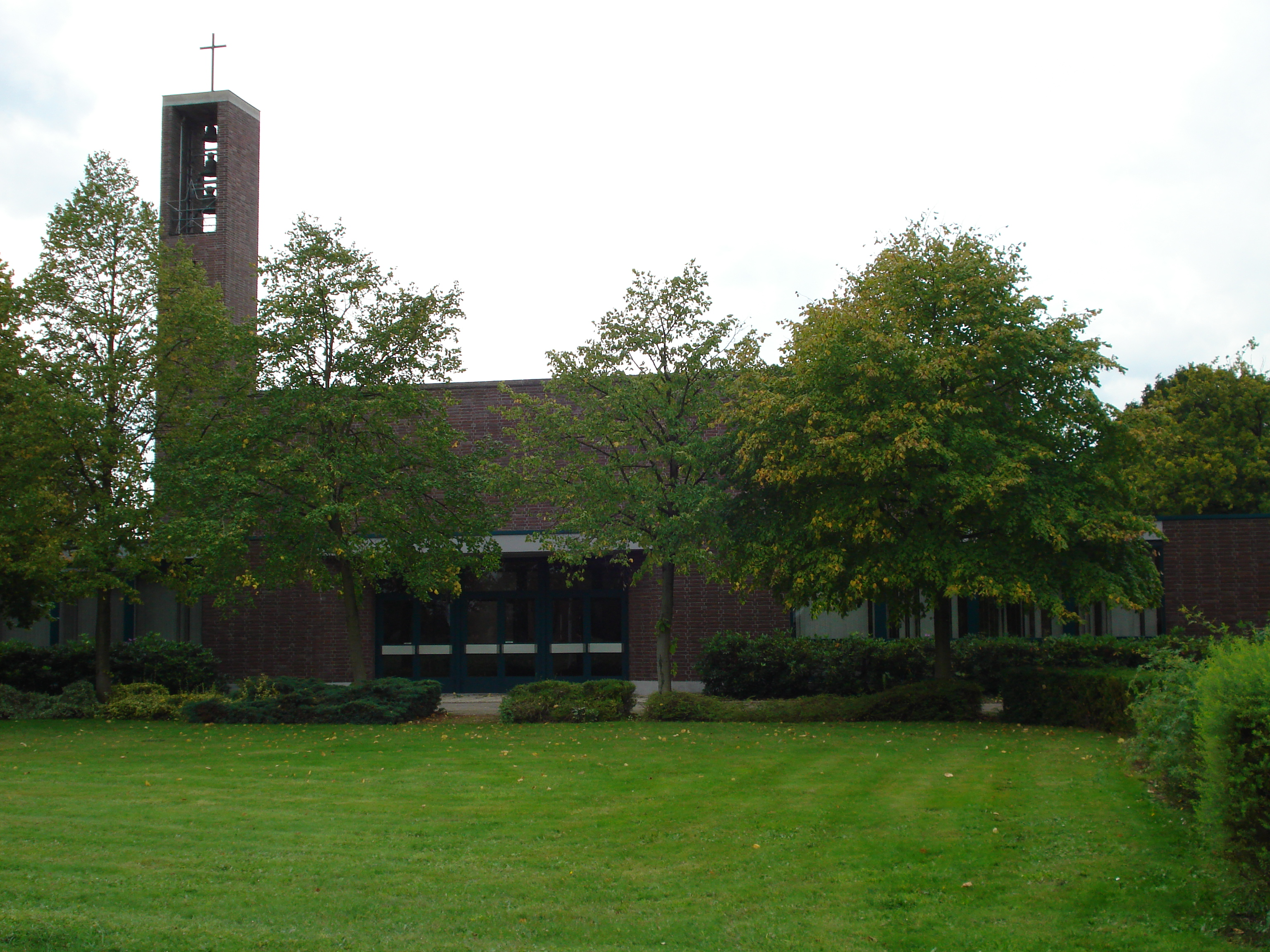
Onze-Lieve-Vrouw-van-de-berg-Karmelkerk

De Onze-Lieve-Vrouw-van-de-berg-Karmeldorpskerk is een rooms-katholiek kerkgebouw in het tot de Antwerpse stad Turnhout behorend dorp Zevendonk, gelegen aan de Kapelweg.

## Geschiedenis
Naar aanleiding van de vondst van een albasten Mariabeeldje werd in 1690-1694 een kerk gebouwd. In 1804 werd deze kerk verheven tot bijkerk van de Sint-Pietersparochie te Turnhout. In 1855 werd Zevendonk een dorpsparochie. In 1856 kwam er een pastorie en een kerkhof.
In 1892-1894 werd een neoromaans kerkgebouw opgetrokken naar ontwerp van Pieter Jozef Taeymans. Dit werd in 1991 gesloopt. Tezamen met een nieuwe woonwijk werd een nieuwe kerk gebouwd naar ontwerp van René Joseph Van Steenbergen sr. Deze kwam gereed in 1976.

## Gebouw
Het betreft een zaalkerk op rechthoekige plattegrond in de stijl van het naoorlogs modernisme. De kerk heeft enkele bijgebouwen en een losstaande klokkentoren.

## Interieur
De kerk bezit een 16e-eeuws drieluik, op eikenhouten panelen geschilderd. Ook is er een 17e-eeuws albasten beeld van Onze-Lieve-Vrouw met kind, het reeds genoemde miraculeuze beeld.